# Häverö-Singö församling
Häverö-Singö församling var en församling i Uppsala stift och i Norrtälje kommun i Stockholms län. Församlingen uppgick 2010 i Häverö-Edebo-Singö församling.

## Administrativ historik
Församlingen bildades 2006 genom sammanslagning av Häverö församling och Singö församling. Församlingen uppgick 2010 i Häverö-Edebo-Singö församling.

## Kyrkor
- Häverö kyrka
- Singö kyrka
- Hallstaviks kyrka